# Apostolisk succession
Apostolisk succession (successio apostolica)
kaldes den fra apostlene uafbrudte rækkefølge
af biskopper. Ved reformationen blev den brudt
i de fleste protestantiske lande, kun ikke i
England og måske ikke i Sverige. Den anglikanske
kirke lægger afgørende vægt på den og
erklærer, at kun de kirker, der har apostolisk succession har
rette biskopper.